# El Bouni (distrito)
El Bouni é um distrito localizado na província de Annaba, no extremo leste da Argélia.[carece de fontes?] Sua capital é El Bouni.